# غودفري سامويلسون
غودفري سامويلسون (بالإنجليزية: Godfrey Samuelson)‏ هو سياسي بريطاني (وحمل سابقاً جنسية المملكة المتحدة لبريطانيا العظمى وأيرلندا)، ولد في 3 يونيو 1863، وتوفي في 3 نوفمبر 1941. حزبياً، نشط في الحزب الليبرالي. في الانتخابات الفرعية في مجلس العموم البريطاني ‏، انتخب عضو برلمان المملكة المتحدة الـ24 عن دائرة Forest of Dean ‏ (29 يوليو 1887 – 28 يونيو 1892).